# Đội tuyển bóng đá trong nhà quốc gia Đài Bắc Trung Hoa
Đội tuyển bóng đá trong nhà quốc gia Đài Bắc Trung Hoa đại diện cho Đài Loan tại các giải đấu bóng đá trong nhà quốc tế. Đội được quản lý bởi Hiệp hội bóng đá Đài Bắc Trung Hoa.

## Lịch sử giải thi đấu

### Giải vô địch bóng đá trong nhà thế giới
| Kỷ lục Cúp thế giới | Kỷ lục Cúp thế giới      | Kỷ lục Cúp thế giới      | Kỷ lục Cúp thế giới      | Kỷ lục Cúp thế giới      | Kỷ lục Cúp thế giới      | Kỷ lục Cúp thế giới      | Kỷ lục Cúp thế giới      | Kỷ lục Cúp thế giới      |
| Năm                 | Kết quả                  | ST                       | T                        | H                        | B                        | BT                       | BB                       | HS                       |
| ------------------- | ------------------------ | ------------------------ | ------------------------ | ------------------------ | ------------------------ | ------------------------ | ------------------------ | ------------------------ |
| 2004                | Vòng bảng                | 3                        | 0                        | 0                        | 3                        | 2                        | 29                       | -27                      |
| 2008                | Không vượt qua vòng loại | Không vượt qua vòng loại | Không vượt qua vòng loại | Không vượt qua vòng loại | Không vượt qua vòng loại | Không vượt qua vòng loại | Không vượt qua vòng loại | Không vượt qua vòng loại |
| 2012                | Không vượt qua vòng loại | Không vượt qua vòng loại | Không vượt qua vòng loại | Không vượt qua vòng loại | Không vượt qua vòng loại | Không vượt qua vòng loại | Không vượt qua vòng loại | Không vượt qua vòng loại |
| 2016                | Không vượt qua vòng loại | Không vượt qua vòng loại | Không vượt qua vòng loại | Không vượt qua vòng loại | Không vượt qua vòng loại | Không vượt qua vòng loại | Không vượt qua vòng loại | Không vượt qua vòng loại |
| 2021                | Không vượt qua vòng loại | Không vượt qua vòng loại | Không vượt qua vòng loại | Không vượt qua vòng loại | Không vượt qua vòng loại | Không vượt qua vòng loại | Không vượt qua vòng loại | Không vượt qua vòng loại |
| 2024                | Không vượt qua vòng loại | Không vượt qua vòng loại | Không vượt qua vòng loại | Không vượt qua vòng loại | Không vượt qua vòng loại | Không vượt qua vòng loại | Không vượt qua vòng loại | Không vượt qua vòng loại |
| Tổng số             | 1/10                     | 3                        | 0                        | 0                        | 3                        | 2                        | 29                       | -27                      |

### Giải vô địch bóng đá trong nhà châu Á
| Kỷ lục giải vô địch bóng đá trong nhà châu Á | Kỷ lục giải vô địch bóng đá trong nhà châu Á | Kỷ lục giải vô địch bóng đá trong nhà châu Á | Kỷ lục giải vô địch bóng đá trong nhà châu Á | Kỷ lục giải vô địch bóng đá trong nhà châu Á | Kỷ lục giải vô địch bóng đá trong nhà châu Á | Kỷ lục giải vô địch bóng đá trong nhà châu Á | Kỷ lục giải vô địch bóng đá trong nhà châu Á | Kỷ lục giải vô địch bóng đá trong nhà châu Á |
| Năm                                          | Kết quả                                      | ST                                           | T                                            | H                                            | B                                            | BT                                           | BB                                           | HS                                           |
| -------------------------------------------- | -------------------------------------------- | -------------------------------------------- | -------------------------------------------- | -------------------------------------------- | -------------------------------------------- | -------------------------------------------- | -------------------------------------------- | -------------------------------------------- |
| 2001                                         | Vòng bảng                                    | 4                                            | 1                                            | 0                                            | 3                                            | 16                                           | 25                                           | -9                                           |
| 2002                                         | Vòng bảng                                    | 3                                            | 0                                            | 0                                            | 3                                            | 8                                            | 28                                           | -20                                          |
| 2003                                         | Tứ kết                                       | 4                                            | 2                                            | 0                                            | 2                                            | 14                                           | 21                                           | -7                                           |
| 2004                                         | Vòng bảng                                    | 3                                            | 1                                            | 0                                            | 2                                            | 14                                           | 11                                           | +3                                           |
| 2005                                         | Vòng 2 (Plate)                               | 6                                            | 4                                            | 0                                            | 2                                            | 22                                           | 12                                           | +10                                          |
| 2006                                         | Vòng 1                                       | 3                                            | 0                                            | 0                                            | 3                                            | 7                                            | 16                                           | -9                                           |
| 2007                                         | Không vượt qua vòng loại                     | Không vượt qua vòng loại                     | Không vượt qua vòng loại                     | Không vượt qua vòng loại                     | Không vượt qua vòng loại                     | Không vượt qua vòng loại                     | Không vượt qua vòng loại                     | Không vượt qua vòng loại                     |
| 2008                                         | Vòng bảng                                    | 3                                            | 0                                            | 0                                            | 3                                            | 4                                            | 20                                           | -16                                          |
| 2010                                         | Vòng bảng                                    | 3                                            | 0                                            | 0                                            | 3                                            | 6                                            | 16                                           | -10                                          |
| 2012                                         | Vòng bảng                                    | 3                                            | 0                                            | 0                                            | 3                                            | 7                                            | 15                                           | -8                                           |
| 2014                                         | Vòng bảng                                    | 3                                            | 1                                            | 0                                            | 2                                            | 10                                           | 15                                           | -5                                           |
| 2016                                         | Vòng bảng                                    | 3                                            | 0                                            | 1                                            | 2                                            | 9                                            | 15                                           | -6                                           |
| 2018                                         | Vòng bảng                                    | 3                                            | 1                                            | 1                                            | 1                                            | 8                                            | 9                                            | -1                                           |
| 2020                                         | Không vượt qua vòng loại                     | Không vượt qua vòng loại                     | Không vượt qua vòng loại                     | Không vượt qua vòng loại                     | Không vượt qua vòng loại                     | Không vượt qua vòng loại                     | Không vượt qua vòng loại                     | Không vượt qua vòng loại                     |
| 2022                                         | Vòng bảng                                    | 3                                            | 0                                            | 1                                            | 2                                            | 2                                            | 15                                           | -13                                          |
| 2024                                         | Không vượt qua vòng loại                     | Không vượt qua vòng loại                     | Không vượt qua vòng loại                     | Không vượt qua vòng loại                     | Không vượt qua vòng loại                     | Không vượt qua vòng loại                     | Không vượt qua vòng loại                     | Không vượt qua vòng loại                     |
| Tổng số                                      | 13/17                                        | 44                                           | 10                                           | 3                                            | 31                                           | 127                                          | 218                                          | -91                                          |

### Giải vô địch bóng đá trong nhà Đông Á
| Kỷ lục giải vô địch bóng đá trong nhà Đông Á | Kỷ lục giải vô địch bóng đá trong nhà Đông Á | Kỷ lục giải vô địch bóng đá trong nhà Đông Á | Kỷ lục giải vô địch bóng đá trong nhà Đông Á | Kỷ lục giải vô địch bóng đá trong nhà Đông Á | Kỷ lục giải vô địch bóng đá trong nhà Đông Á | Kỷ lục giải vô địch bóng đá trong nhà Đông Á | Kỷ lục giải vô địch bóng đá trong nhà Đông Á | Kỷ lục giải vô địch bóng đá trong nhà Đông Á |
| Năm                                          | Vòng                                         | ST                                           | T                                            | H                                            | B                                            | BT                                           | BB                                           | HS                                           |
| -------------------------------------------- | -------------------------------------------- | -------------------------------------------- | -------------------------------------------- | -------------------------------------------- | -------------------------------------------- | -------------------------------------------- | -------------------------------------------- | -------------------------------------------- |
| 2009                                         | Hạng ba                                      | 5                                            | 3                                            | 0                                            | 2                                            | 21                                           | 21                                           | 0                                            |
| 2012                                         | Hạng ba                                      | 4                                            | 2                                            | 0                                            | 2                                            | 20                                           | 18                                           | +2                                           |
| 2013                                         | Á quân                                       | 4                                            | 3                                            | 1                                            | 0                                            | 14                                           | 8                                            | +6                                           |
| 2015                                         | Á quân                                       | 4                                            | 3                                            | 0                                            | 1                                            | 18                                           | 15                                           | +3                                           |
| 2017                                         | Hạng tư                                      | 4                                            | 2                                            | 1                                            | 1                                            | 15                                           | 12                                           | +3                                           |
| Tổng số                                      | 5/5                                          | 21                                           | 13                                           | 2                                            | 6                                            | 88                                           | 74                                           | +14                                          |

## Cầu thủ

### Đội hình hiện tại
Các cầu thủ được triệu tập cho giải vô địch bóng đá trong nhà châu Á 2018.
| 0#0 | Vị trí | Cầu thủ          | Ngày sinh và tuổi | Câu lạc bộ                         |
| --- | ------ | ---------------- | ----------------- | ---------------------------------- |
| 1   | TM     | Chiang Hsin-wei  | 9 tháng 12, 1996  | Taipei Physical Education College  |
| 12  | TM     | Chen Wei-chun    | 18 tháng 2, 2000  | Hualien High School of Agriculture |
| 2   | FP     | Chiu Chia-wei    | 22 tháng 8, 1986  | Hualien High School of Agriculture |
| 3   | FP     | Chou I-te        |                   | University of Kang Ning            |
| 4   | FP     | Hung Kai-chun    | 4 tháng 3, 1987   | Taiwan Power Company               |
| 5   | FP     | Huang Po-chun    | 23 tháng 8, 1993  |                                    |
| 6   | FP     | Hung Wei-teng    | 12 tháng 11, 1994 | Taipei Physical Education College  |
| 7   | FP     | Chang Chien-ying | 29 tháng 12, 1982 |                                    |
| 8   | FP     | Huang Tai-hsiang | 5 tháng 3, 1997   | Taipei Physical Education College  |
| 9   | FP     | Lin Chih-hung    | 26 tháng 7, 1997  | Taipei Physical Education College  |
| 10  | FP     | Chi Sheng-fa     | 21 tháng 8, 1993  |                                    |
| 11  | FP     | Lai Ming-hui     | 28 tháng 8, 1997  | Taipei Physical Education College  |
| 13  | FP     | Lin Chien-hsun   | 10 tháng 1, 1993  | Taiwan Power Company               |
| 14  | FP     | Chen Ching-hsuan |                   | WuFeng University                  |

### Đội hình trước
| Giải vô địch bóng đá trong nhà châu Á - Đội hình giải vô địch bóng đá trong nhà châu Á 2018 |

## Ban huấn luyện viên
- Damien Knabben, 2004
- Chen Kuei-jen, 2007–2011
- Tsai Chia-feng 2011–2017
- Adil Amarante 2017-